# Geča
Geča (ungarisch Hernádgecse – bis 1907 Gecse) ist eine Gemeinde im Osten der Slowakei mit 1898 Einwohnern (Stand 31. Dezember 2024), die zum Okres Košice-okolie, einem Teil des Košický kraj gehört und in der historischen Landschaft Abov liegt.

## Geographie
Die Gemeinde befindet sich im Südteil des Talkessels Košická kotlina auf einer Flussterrasse des Hornád. Das Ortszentrum liegt auf einer Höhe von 181 m n.m. und ist 12 Kilometer südlich von Košice entfernt.

## Geschichte
Geča wurde zum ersten Mal 1255 als Jeche schriftlich erwähnt und war damals Teil der zur Propstei Jasov gehörenden Grundstücke. 1828 zählte man 81 Häuser und 546 Einwohner.
Bis 1919 gehörte der im Komitat Abaúj-Torna liegende Ort zum Königreich Ungarn und kam danach zur Tschechoslowakei beziehungsweise heute Slowakei. 1938–45 lag er auf Grund des Ersten Wiener Schiedsspruchs noch einmal in Ungarn.

## Bevölkerung
| Jahr                | 1994 | 2004     | 2014     | 2024     |
| ------------------- | ---- | -------- | -------- | -------- |
| Anzahl der Personen | 1295 | 1496     | 1660     | 1898     |
| Unterschied         |      | +15,52 % | +10,96 % | +14,33 % |

| Jahr                | 2023 | 2024    |
| ------------------- | ---- | ------- |
| Anzahl der Personen | 1904 | 1898    |
| Unterschied         |      | −0,31 % |

Nach der Volkszählung 2011 wohnten in Geča 1622 Einwohner, davon 1569 Slowaken, 5 Russinen, 4 Magyaren, 2 Polen und 1 Tscheche. 41 Einwohner gaben keine Angabe an. 1429 Einwohner bekannten sich zur römisch-katholischen Kirche, 27 Einwohner zur griechisch-katholischen Kirche, 22 Einwohner zur reformierten Kirche und 15 Einwohner zur evangelischen Kirche. 57 Einwohner waren konfessionslos und bei 68 Einwohnern ist die Konfession nicht ermittelt.
Ergebnisse nach der Volkszählung 2001 (1482 Einwohner):
| Nach Ethnie: - 98,72 % Slowaken - 0,13 % Magyaren - 0,27 % Tschechen | Nach Konfession: - 94,67 % römisch-katholisch - 1,82 % griechisch-katholisch - 1,08 % konfessionslos - 0,81 % evangelisch - 0,81 % keine Angabe |

## Bauwerke
- Landschloss im barocken Stil aus dem 17. Jahrhundert, zusammen mit der Mariä-Geburt-Kirche, die 1750 erbaut wurde